# 戰車

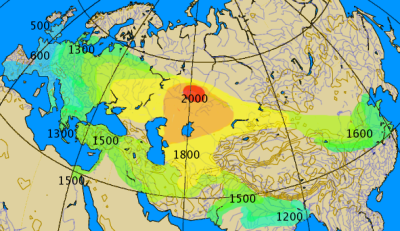
公元前2000年至前500年期間，战车在世界各地的傳播路線圖。

戰車是一種輕型，開放式乘處的馬拉車輛，為古代常見的軍事戰鬥車輛與運輸工具。最早發源於欧亚大草原，後來向西亞、歐洲與東亞傳播，成為一種古代世界普遍的軍事單位與交通運輸工具。許多國家，如古埃及、古希臘、波斯以及中國的商朝、周朝，都以戰車兵為重要的軍事兵種，駕車也成為一種貴族階層的專門技藝。此外戰車也充作賽車與座車之用，成為常見的貴族運輸工具。直到騎兵興起後戰車才被逐漸取代。

## 起源
马车大约于公元前3000年起源于美索不达米亚，对车辆用于战争的最早记载出现于大约公元前2500年苏美尔城邦乌尔的遗物上，这些重型马车的轮子为实心木轮，覆盖有毛皮，尽管有时除了车手外还载有长矛手，但可能用于军事运输，而非直接的战斗车辆。苏美尔人也有较轻的双轮马车，四马拉动，但轮子仍然是实心的。使用辐条的轮子直到公元前2千纪中期才在美索不达米亚出现。
已知最早的真正意义上的马战车出自大约公元前2000年的安德罗诺沃文化（今俄国和哈萨克斯坦一带）的车葬坑，该文化至少部分源自更早的亚姆纳文化（Yamna）。

## 古代近东

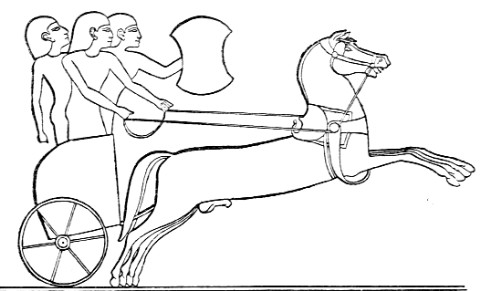
赫梯马战车（古埃及浮雕）

有些学者认为马战车很可能是公元前2千纪古代近东的产物。
古近东对马战车作战的最早记载可能是赫梯語阿尼塔文献（公元前18世纪），该文献提到了在围困Salatiwara时有40队的马。但其记载的是“队”，并未明确提及“车”。而赫梯帝国第一次明确记载马战车是公元前17世纪。
公元前16世纪，喜克索斯人将马战车引入埃及，这对埃及随后的军事胜利有所贡献。
公元前1千纪中期，波斯继埃蘭之后崛起，波斯人可能首先使用四马（而二马）拉动战车，并开始使用刀輪戰車，小居鲁士大量使用了这种战车。

## 西方
在羅馬或古代地中海國家，有兩匹、三匹、四匹馬拉動的戰車。

## 印度
《梨俱吠陀》中经常提及马拉战车，表明公元前2千纪印度已经出现战车。在梨俱吠陀诸神中，乌莎斯乘战车，而阿耆尼在诸神与人之间充当信使。

## 中国

### 历史

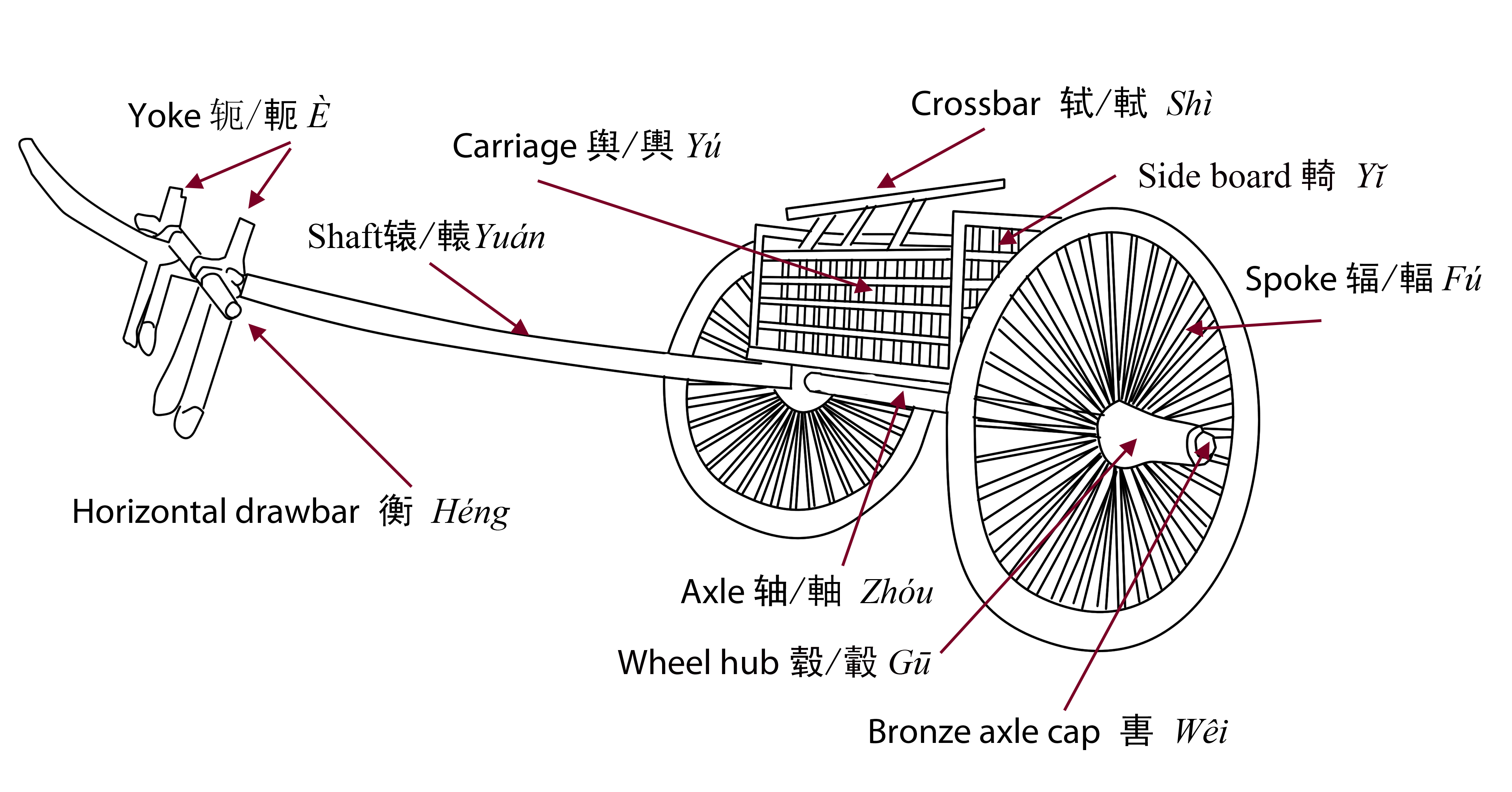
春秋時代馬戰車

據傳中國早在夏王啟指揮的甘之戰中就已經開始使用戰車了。據《呂氏春秋》（成書于戰國末年）記載：商湯滅夏，戰於鳴條時，軍中就有七十乘戰車。
在商代晚期的一些遺址中，已經發現戰車的痕跡。據相關史料和考古發現，商晚期的戰車，是馬拖駕的木制車輛，車上或車旁放有兵器。甲骨文中也有不少用車的記載。
周朝時，車戰興盛，武王克殷時，周武王軍隊主力是「戎車三百乘，虎賁三千人，甲士四萬五千人」。而諸侯兵會於牧野者，有車四千乘之多。隨這戰爭規模的擴大，因此也有了後來的「千乘之國」、「萬乘之國」之稱。
車兵是和步兵混編的。在春秋初期，稱擁有一乘一般指擁有三十人的軍隊，而春秋末期則一般指七十五人。所以「千乘之國」根據時期不同指國家軍隊數量達到25,000或75,000人。但史料中關於國家軍隊數量和戰爭中雙方兵員數量的描述往往是誇大的。
西漢初期亦有編制戰車兵，直到西漢中期（漢武帝在位期間）因戰爭地形受限嚴重（战车需要在平原才能發揮作用）才完全被騎兵取代。

### 形式
戰車兵通常配備二或四匹戰馬、一輛戰車、三個士兵作為一個戰車兵，一位士兵負責駕馭馬匹，一位士兵拿槍或矛、戟、戈之類的兵器，一位士兵拿弓與矢，車尾插上所屬國家之軍旗。戰車的單位稱作“乘”(音：ㄕㄥˋ / sheng4)。

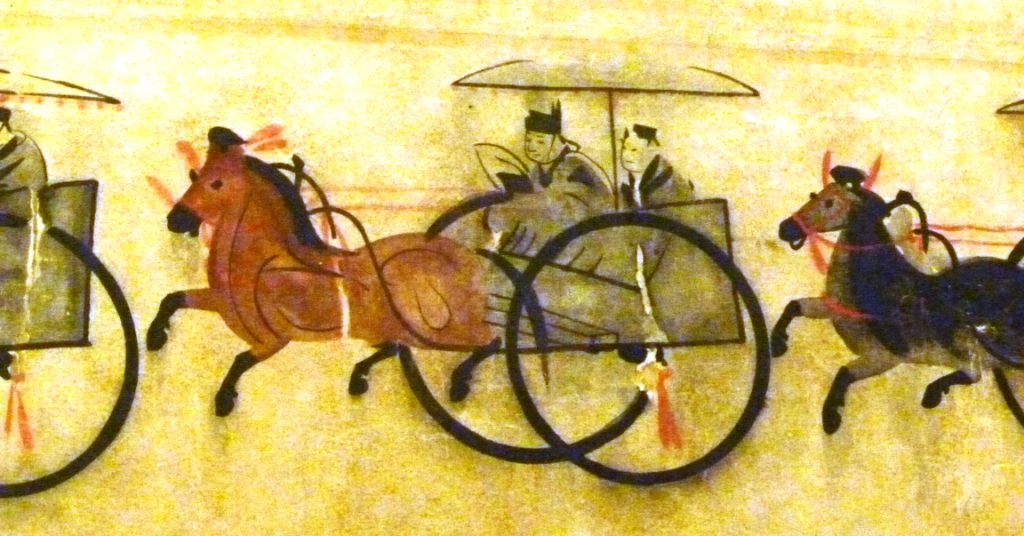
東漢馬戰車

另外，每乘戰車還有自己的步兵，據《司馬法》記載，春秋以前為二十二人編制，其中包含七名車下士兵和十五名步兵，連同三名車上士兵，共計二十五人，為一步兵輛，配合戰車作戰。步兵的身份很低微，有些甚至是奴隸。
為了保護戰車兵的安全，車上士兵的裝備相比步兵來說也要精良得多。比如車上士兵一般都有厚重的皮甲冑，有的還有高豎的甲領用來保護頸部，較大的盾牌來增強防護能力。連轅馬也披有厚重的皮馬甲，頭套皮馬冑，為顯得更為威猛，有的還蒙以虎皮。木製的輿(車箱)表面有的還釘鑲青銅護甲，或在軸頭裝有長刺。但隨車的步兵是沒有護體的甲冑的，有的只是戈和盾牌，或弓矢。
戰車上一般都配備有柄的兵器，如被稱之為「車戰五兵」的兵器戈﹑殳﹑戟﹑酋矛﹑夷矛等，兵器均插放在戰車輿側，多件成一組，供士兵在作戰中隨具體情況選取使用。
戰車上的兵器的長度是有所區別的，通常一件比一件長，由六尺六寸到二十四尺不等。甚至為了防備意外情況的發生，還會準備一些短柄的兵器，如劍等，以馬傷車毀時用來衛體護身。
木製戰車相當笨重，一乘車至少寬三公尺，前面駕上四匹馬，全長也約有三公尺。兩車逼近，必須錯車才能交戰。雙方共同遵守的戰車作戰基本戰術原則為「輿側接敵，左右旋轉」。戰車在接敵過程中，主要是車左以弓矢在輿側射傷敵人，接敵後則須與敵車接輿近戰。
漢初開國名將韓信與項羽戰於京索河一帶的平原時(今河南省鄭州市滎陽市西南)，韓信就曾以兩千乘戰車圍項羽於京索河平原(滎陽之戰)，最後龍且率三萬楚軍營救，項羽得以突圍敗走。
車兵在騎兵出現於中原之前，一直作為軍隊的主力，有所謂的步車並重，直到戰國後期，更有所謂的車騎並重。

### 記載
戰國七雄時，唯獨齊與韓未生產戰車過百乘。
戰國七雄各國軍隊主力記載
齊有帶甲數十萬。
楚有帶甲（或作持戟）百萬，車千乘，騎萬匹。
韓兵卒不過三十萬，包括廝徒在內，除了防守邊疆關塞的以外，“見卒不過二十萬”。
趙有帶甲數十萬，車千乘，騎萬匹。
魏有帶甲三十萬或三十六萬，防守邊疆和輜重部隊十萬。它最強大的時期，據說有“武力二十萬，蒼頭二十萬，奮擊二十萬，廝徒（奴隸）十萬，車六百乘，騎五千匹”。
燕有帶甲數十萬，車七百乘，騎六千匹。
秦有帶甲（或作奮擊）百萬，車千乘，騎萬匹。